# Hormersdorf (Zwönitz)
Hormersdorf ist ein Ortsteil der Bergstadt Zwönitz im Erzgebirgskreis in Sachsen. Er wurde am 1. Januar 2013 eingemeindet. Bereits am 1. Januar 1999 war der einstige Ortsteil Günsdorf nach Zwönitz umgegliedert worden.

## Geografie

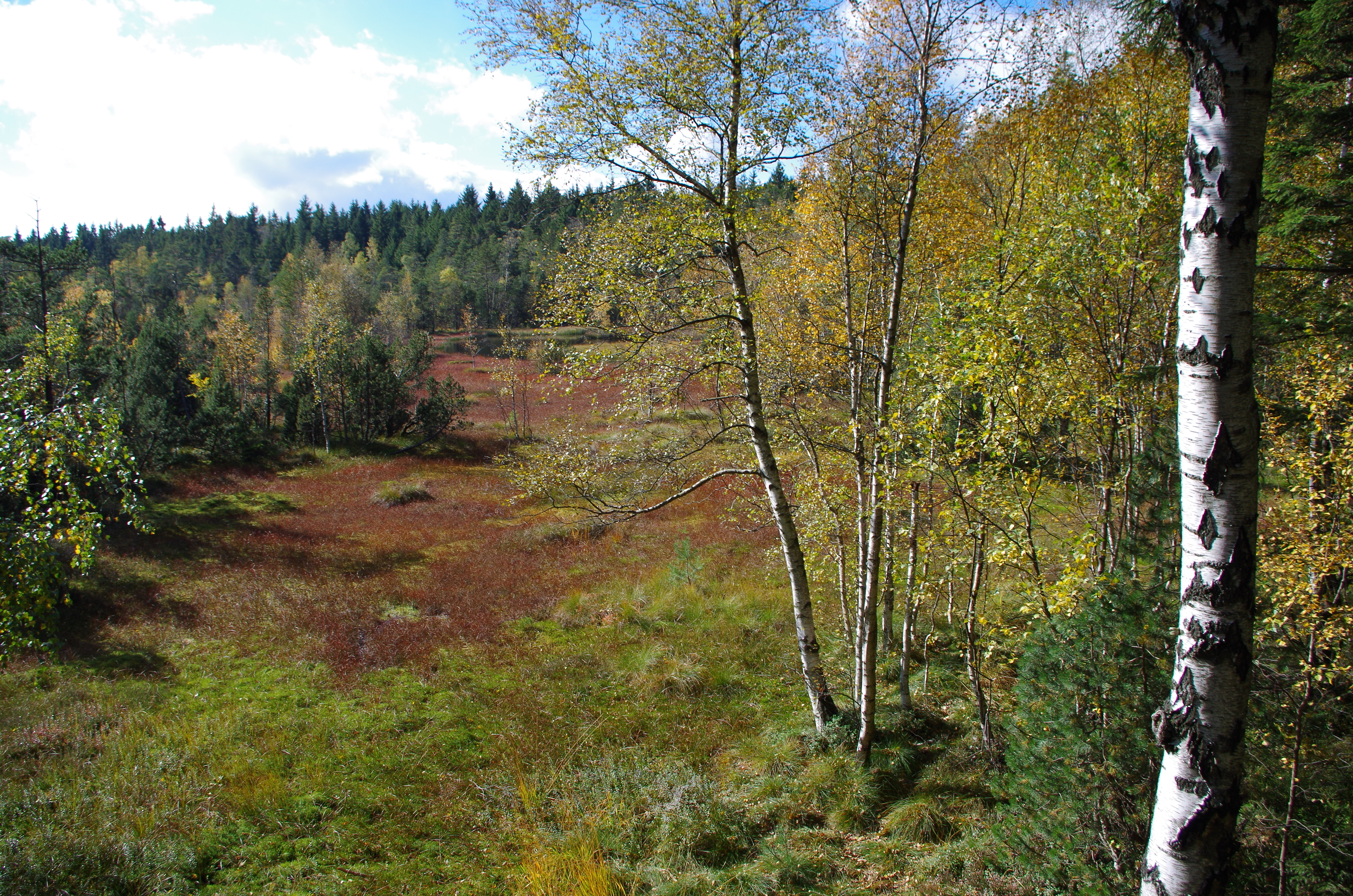
NSG Hormersdorfer Hochmoor

### Lage
Die höchsten Erhebungen sind der Huthübel mit 587 m ü. NN, der Steinberg mit 562 m ü. NN und der Kieferberg mit 576 m ü. NN. In südlicher Richtung, zum Naturschutzgebiet  Hormersdorfer Hochmoor, ist ein Anstieg auf 675 m ü. NN zu verzeichnen. Der Ort erstreckt sich am Gornsdorfer Bach.

### Nachbarorte
| Thalheim | Gornsdorf                                   | Auerbach  |
| Günsdorf | Kompassrose, die auf Nachbargemeinden zeigt |           |
|          |                                             | Jahnsbach |

## Geschichte

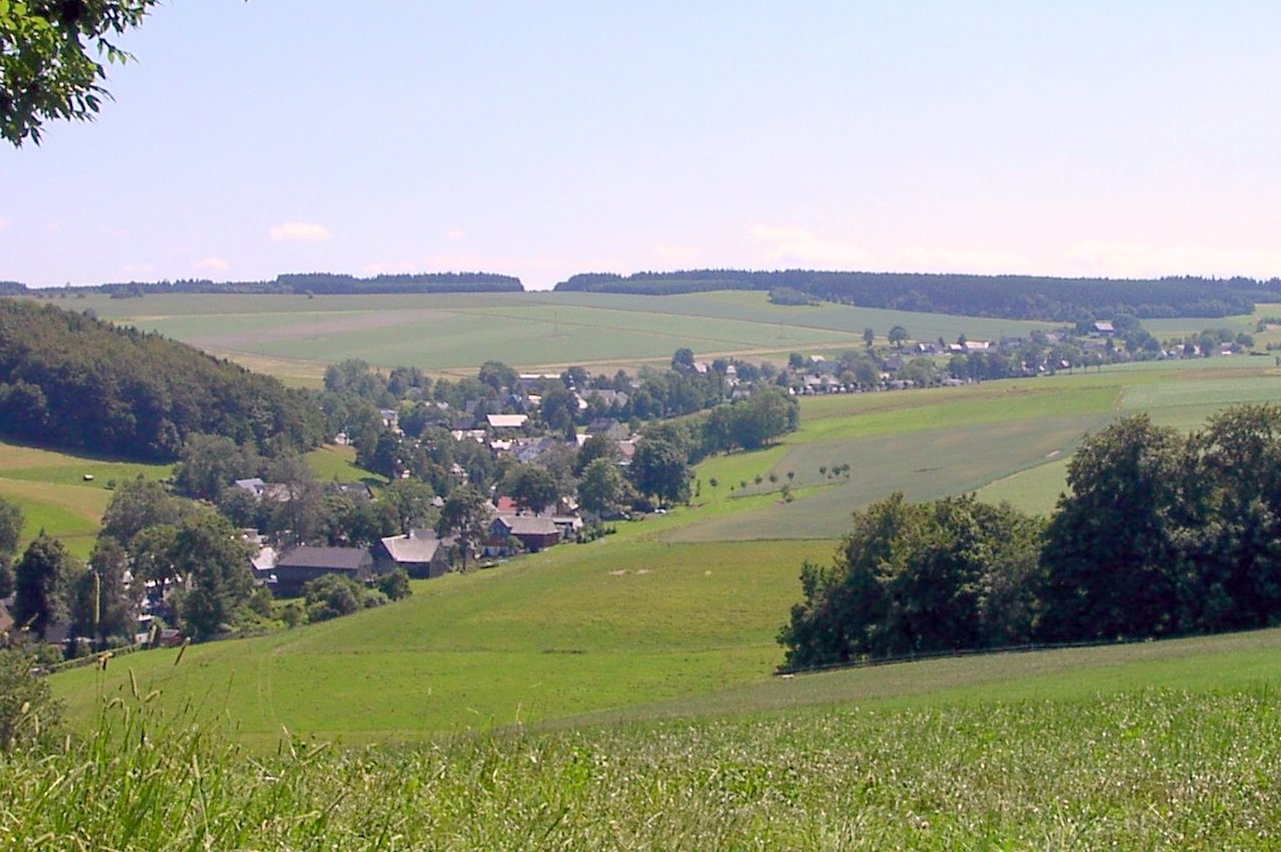
Ansicht des Ortes von Norden

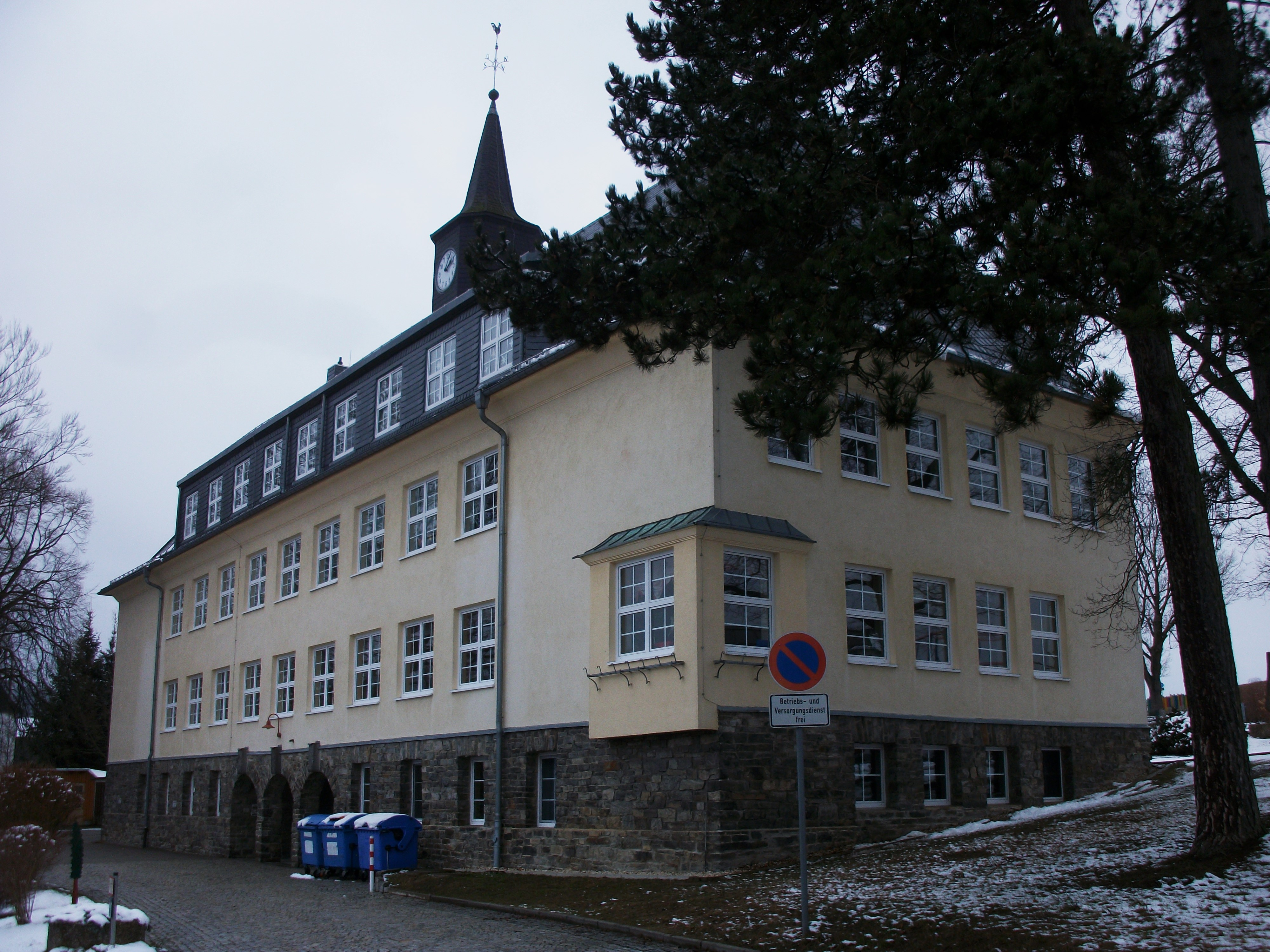
Freie Evangelische Grundschule Hormersdorf

Die Ortschaft wurde als Waldhufendorf angelegt. Die erste urkundliche Erwähnung des Ortes Harmerstorff geht auf das Jahr 1446 zurück. Das Pfarrgut der Gemeinde umfasst 4 Hufen, normalerweise hatte der Pfarrer nur eine Hufe als Anteil, ursprünglich gehörten auch die Nachbardörfer Auerbach und Günsdorf zur Hormersdorfer Pfarre.
Die ersten Siedler des Ortes waren fränkische Bauern. Im 13. Jahrhundert stand Hormersdorf unter der Herrschaft des Rittergutes Stollberg (Hoheneck). Im 16. Jahrhundert begann der Bergbau, insbesondere die Suche nach Silbererz, in dieser Zeit wurden verschiedene Zechen betrieben. Das letzte Bergbaurecht wurde 1901 eingetragen und neun Jahre später wieder aufgegeben. 1539, nach der Reformation, war Oswald Günther erster protestantischer Pfarrer.
Bereits im 18. Jahrhundert waren vereinzelt Strumpfwirker tätig. Ende des 19. Jahrhunderts wurden mehrere Strumpffabriken errichtet. Ab 1911 gab es an der Schmalspurbahn Schönfeld-Wiesa–Meinersdorf den Bahnhof Hormersdorf, der sich auf dem Gebiet der Nachbargemeinde Auerbach befand. Der Personenverkehr auf der Strecke wurde 1974 eingestellt, ein Jahr später auch der Güterverkehr.
1929 wurde auf dem Huthübel ein Ehrenmal für die Gefallenen des Ersten Weltkrieges errichtet. 2015 fand eine 850-Jahr-Feier statt, hierfür wurde das fiktive Gründungsjahr 1165 angenommen. Von 1974 an gehörte das bis dahin selbständige Günsdorf als Ortsteil zu Hormersdorf, bis dieses am 1. Januar 1999 in die Stadt Zwönitz umgegliedert wurde.
Bis zum 21. März 2008 bildete Hormersdorf zusammen mit Auerbach und Gornsdorf die Verwaltungsgemeinschaft Auerbach mit Sitz in Auerbach und schloss sich anschließend der Verwaltungsgemeinschaft Zwönitz an. Zum 1. Januar 2013 erfolgte die Eingliederung in die Stadt Zwönitz. Letzte Bürgermeisterin war Gudrun Wimmer.

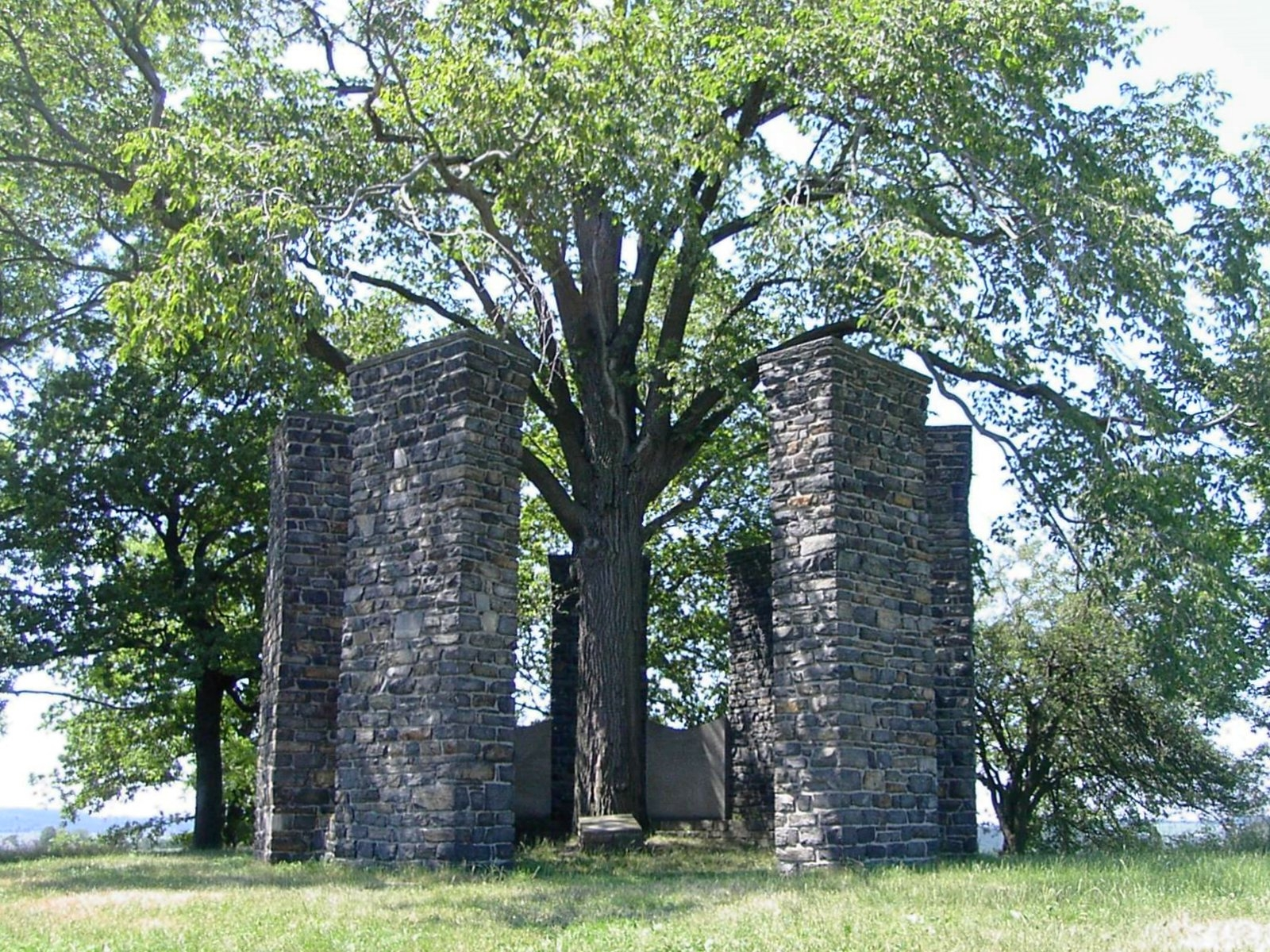
Hormersdorfer Ehrenmal

## Einwohnerentwicklung
| Jahr | Einwohner |
| ---- | --------- |
| 1814 | 0512      |
| 1848 | 1141      |
| 1890 | 1690      |
| 1905 | 1791      |
| 1933 | 2212      |

| Jahr | Einwohner |
| ---- | --------- |
| 1990 | 1851*     |
| 1995 | 1901*     |
| 2000 | 1729      |
| 2001 | 1695      |
| 2002 | 1689      |

| Jahr | Einwohner |
| ---- | --------- |
| 2003 | 1667      |
| 2004 | 1644      |
| 2005 | 1616      |
| 2006 | 1605      |
| 2007 | 1591      |

| Jahr | Einwohner |
| ---- | --------- |
| 2009 | 1579      |
| 2011 | 1548      |

* mit Günsdorf, Quellen: bis 1933 Ortschronik von 1937, S. 44 (siehe Literatur), 1990 und 1995: Amtsblatt des Kreises Stollberg von März 1992 und April 1996,
ab 2000: Statistisches Landesamt des Freistaates Sachsen

## Politik

### Ortschaftsrat
Ergebnis der Wahl vom 25. Mai 2014:
- CDU 6 Sitze
- Bürgerinitiative (BI) 1 Sitz

### Wappen
Das Wappen zeigt einen Rechen und zwei Getreideähren für die Bauernwirtschaft und einen Strumpf für die Strumpfwirkerei. Die grüne Grundfarbe ist der Landesfarbe von Sachsen gezollt.

### Gemeindepartnerschaft

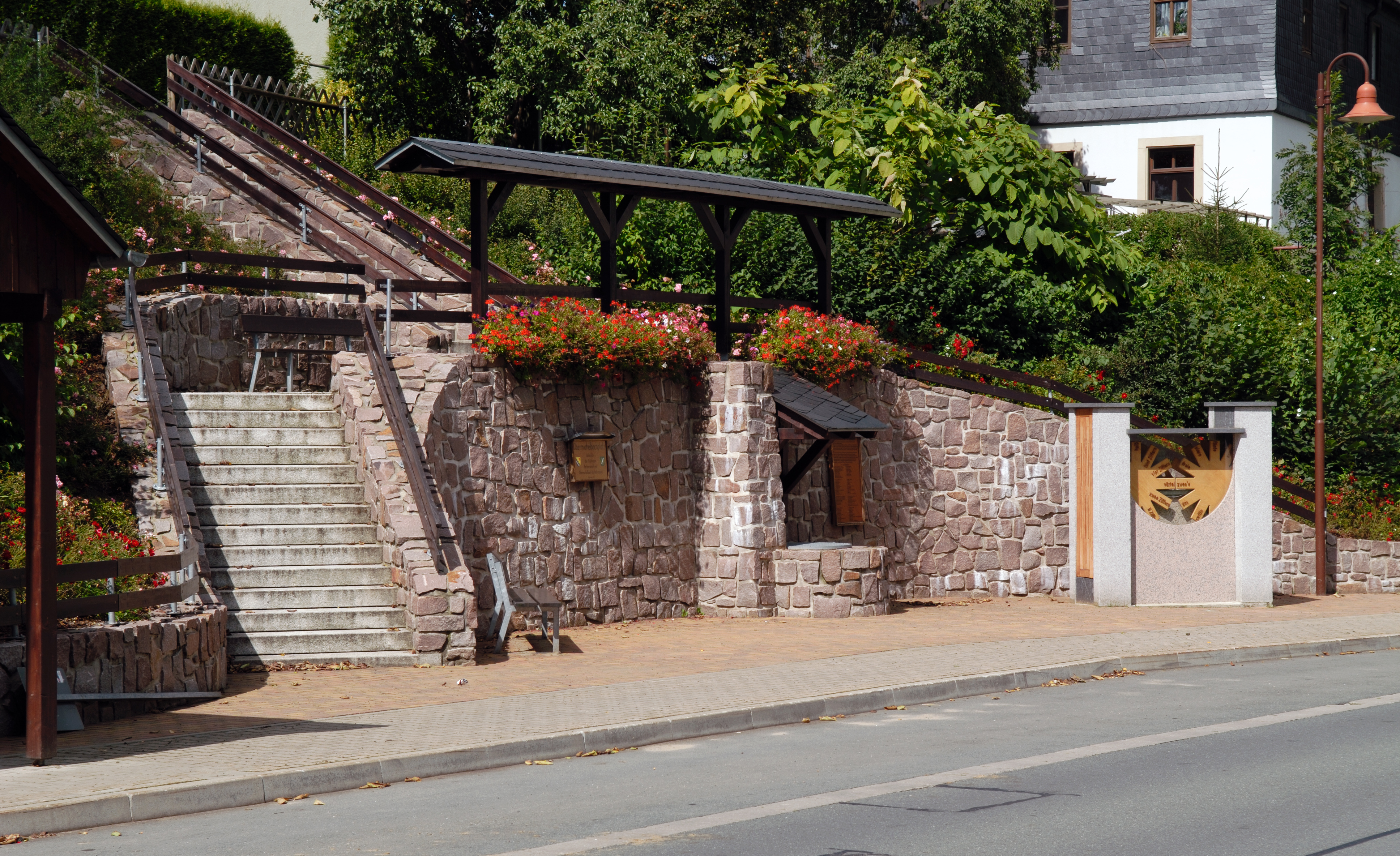
Obermichelbachplatz

Es besteht eine Partnerschaft mit der bayerischen Gemeinde Obermichelbach im Landkreis Fürth.

## Kultur und Sehenswürdigkeiten
Am südlichen Ortsrand, wo der sogenannte Geyersche Wald beginnt, befindet sich das Naturschutzgebiet Hormersdorfer Hochmoor mit seltenen Tier- und Pflanzenarten (z. B. Sonnentau). Am nördlichen Ortsrand, im Lohwald (von den Ortsansässigen Looch genannt) befindet sich die sogenannte Steinrinne oder auch Steilauffahrt, welche in den 1960er und 1970er Jahren Bestandteil der Geländefahrt Rund um Zwönitz war. Am 24. und 25. September 2012 wurde die Steilauffahrt im Rahmen der 87. Internationalen Sechstagefahrt wieder befahren.
Beachtenswert ist auch die Dorfkirche Hormersdorf, eine kleine barocke Saalkirche von 1708.

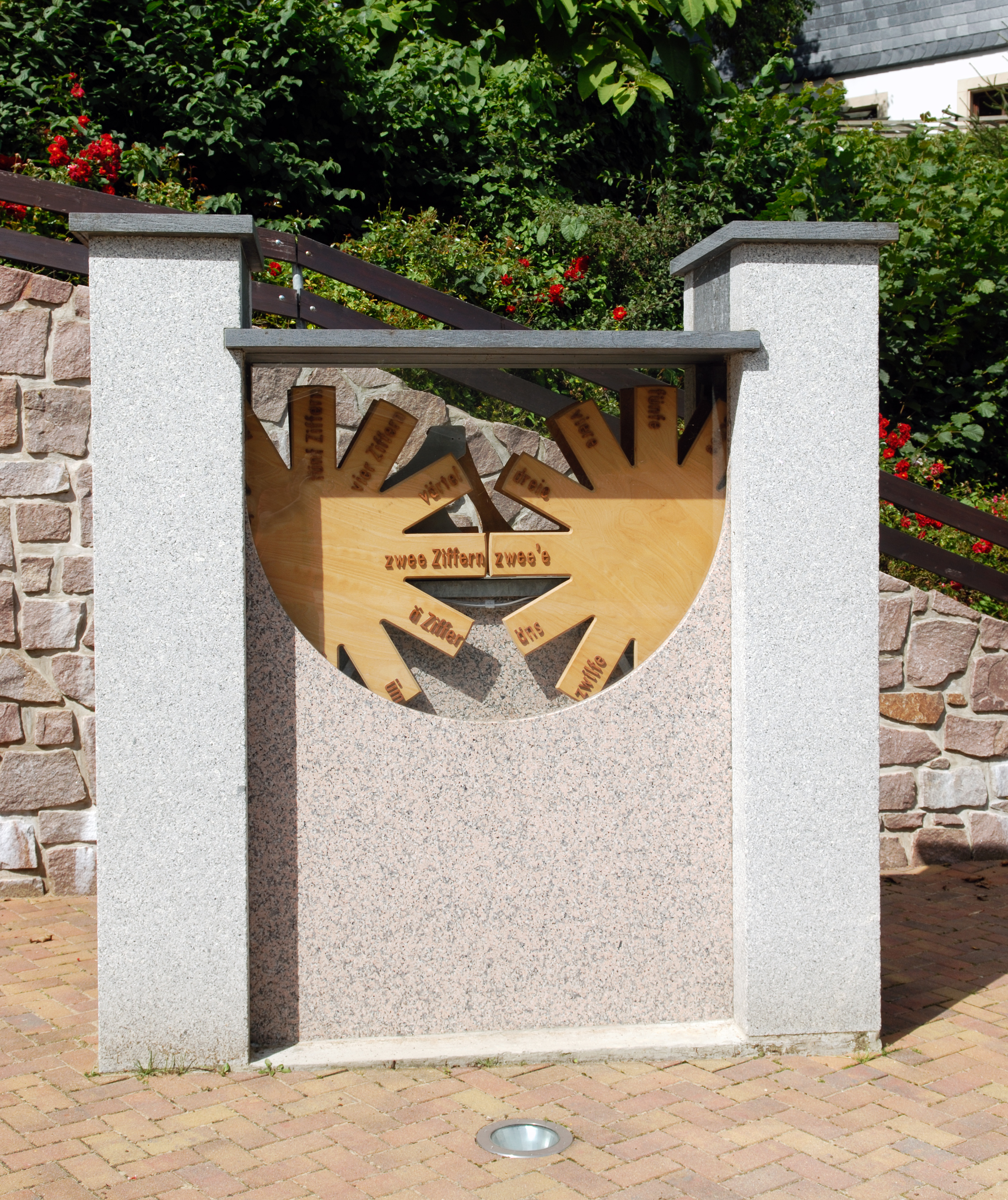
Hormersdorfer Mundartuhr

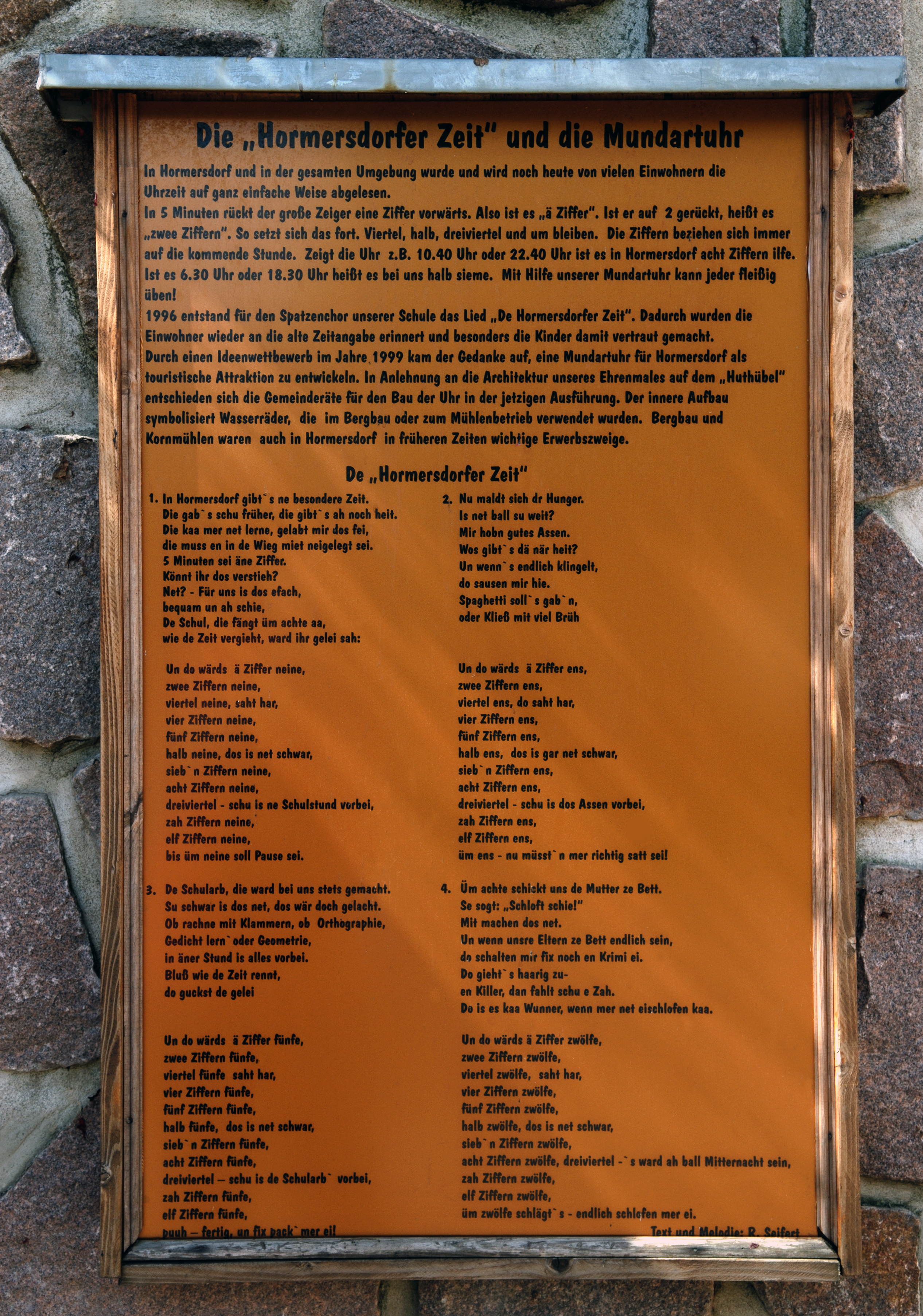
Hinweistafel zur Mundartuhr

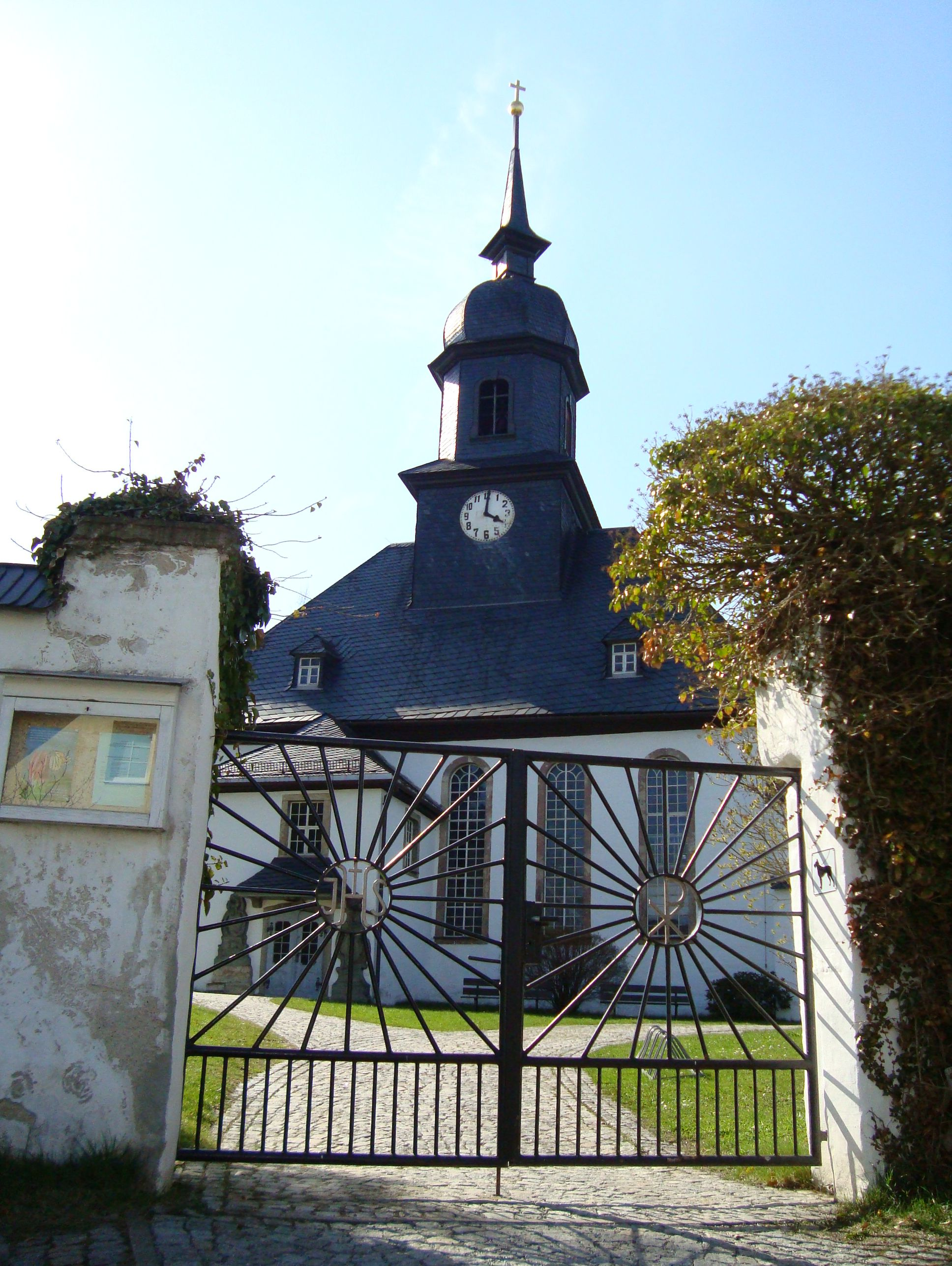
Dorfkirche Hormersdorf

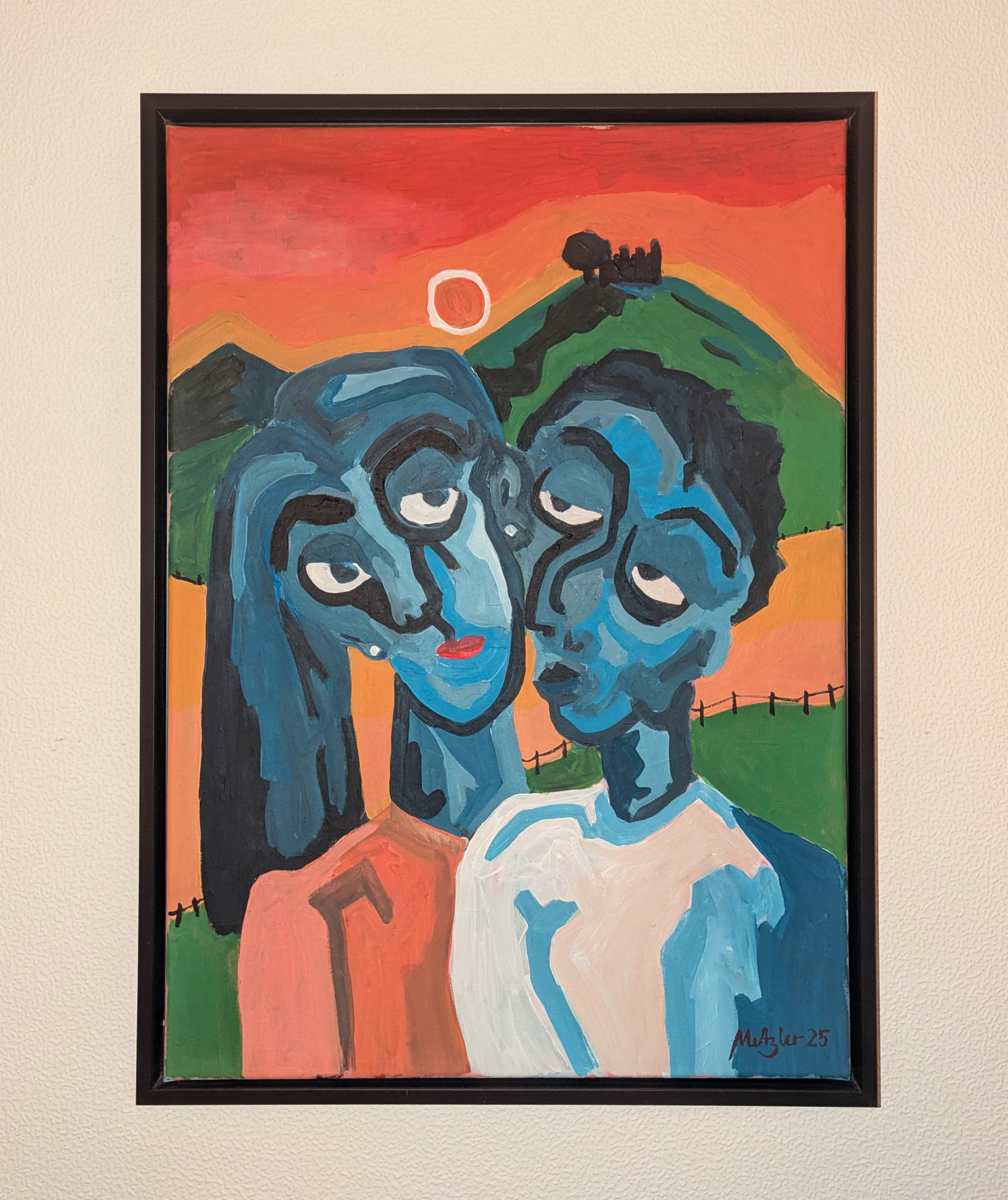
Liebespaar vorm Ehrenmal von Manoah Metzler. Im Hintergrund zu sehen ist das Hormersdorfer Ehrenmal

### Mundartuhr
Seit dem 15. Oktober 2006 gibt eine Ziffern-Uhr auf dem neuen Dorfplatz in Hormersdorf. Die Installation zeigt die Uhrzeit so an, wie sie in der Region um Hormersdorf gesagt wird, nämlich mit Ziffern. Dies ist eine sprachliche Besonderheit, wobei nicht bekannt ist, woher diese Zeitangabe stammt. Die vollen Viertelstunden werden dabei, wie weithin gebräuchlich, mit „viertel (zwei)“, „halb (zwei)“, „dreiviertel (zwei)“ und „um (zwei)“ (Uhr) angegeben. Aber die Hormersdorfer wenden das gleiche Prinzip auch im Fünfminutentakt an. Die Fünfminutentakte werden als „Ziffern“ bezeichnet, da sie ja durch die Ziffern auf dem Zifferblatt der Uhr markiert werden. Wenn also der große Zeiger auf der 2 steht, sind 2 „Ziffern“ der Stunde vergangen, also ist es „2 Ziffern spät“. Mit Angabe der zugehörigen Stunde klingt das dann „zwee Ziffern zwe’e“.
Die (zweite) Stunde wird dann also im Fünfminutentakt so angegeben:
- 13:05 Uhr = 1 Ziffer 2 – ä Ziffer zwee’e
- 13:10 Uhr = 2 Ziffern 2 – zwee Ziffern zwee’e
- 13:15 Uhr = viertel 2 – värtel zwee’e
- 13:20 Uhr = 4 Ziffern 2 – vier ziffern zwee’e
- 13:25 Uhr = 5 Ziffern 2 – fünf Ziffern zwee’e
- 13:30 Uhr = halb 2 – halb zwee’e
- 13:35 Uhr = 7 Ziffern 2 – siehm Ziffern zwee’e
- 13:40 Uhr = 8 Ziffern 2 – ocht ziffern zwee’e
- 13:45 Uhr = dreiviertel 2 – dreivärtel zwee’e
- 13:50 Uhr = 10 Ziffern 2 – zaa Ziffern zwee’e
- 13:55 Uhr = 11 Ziffern 2 – ülf Ziffern zwee’e
- 14:00 Uhr = um 2 – üm zwee’e

Auf der Hormersdorfer Installation wird diese Zeitangabe „digital“, das heißt als Schriftzug, in erzgebirgischer Mundart (zwee Ziffern zwe’e) angezeigt.

## Hormersdorfer Dialekt
Was Hormersdorf von allen anderen Orten im Umkreis unterscheidet, ist der ganz eigene Dialekt des Westerzgebirgischen. Dieser wird von der älteren Generation nicht oder nur teilweise an die Jüngeren weitergegeben, so dass sich die Sprache in Hormersdorf immer mehr an die Umgebung anpasst.
Die linguistischen Besonderheiten bestehen vor allem in der Phonologie, aber auch morphologisch und syntaktisch kann man etliche Einzigartigkeiten in der Sprache der älteren, „hiesigen“ Anwohner hören.
Ein Beispiel ist das Verschwinden des /r/-Morphems bei Nomen im Plural:
- Mutter > Mudde [mʊdə]
- Vater > Voode [foːdə]
- Kinder > Kinne [kɪnə]
- Leiter > Ledde [lɛdə]

Weiterhin sind in Hormersdorf viele Begriffe in Gebrauch, die in anderen Orten teilweise nicht gekannt werden:
- Troibenne [tʀɔɪbɛnə] Hosenträger, wörtl.: Tragebänder
- Mulbrich [mʊlbrɪç] Maulwurf
- Aufgehogt [ ] einen steifen Hals haben

## Infrastruktur

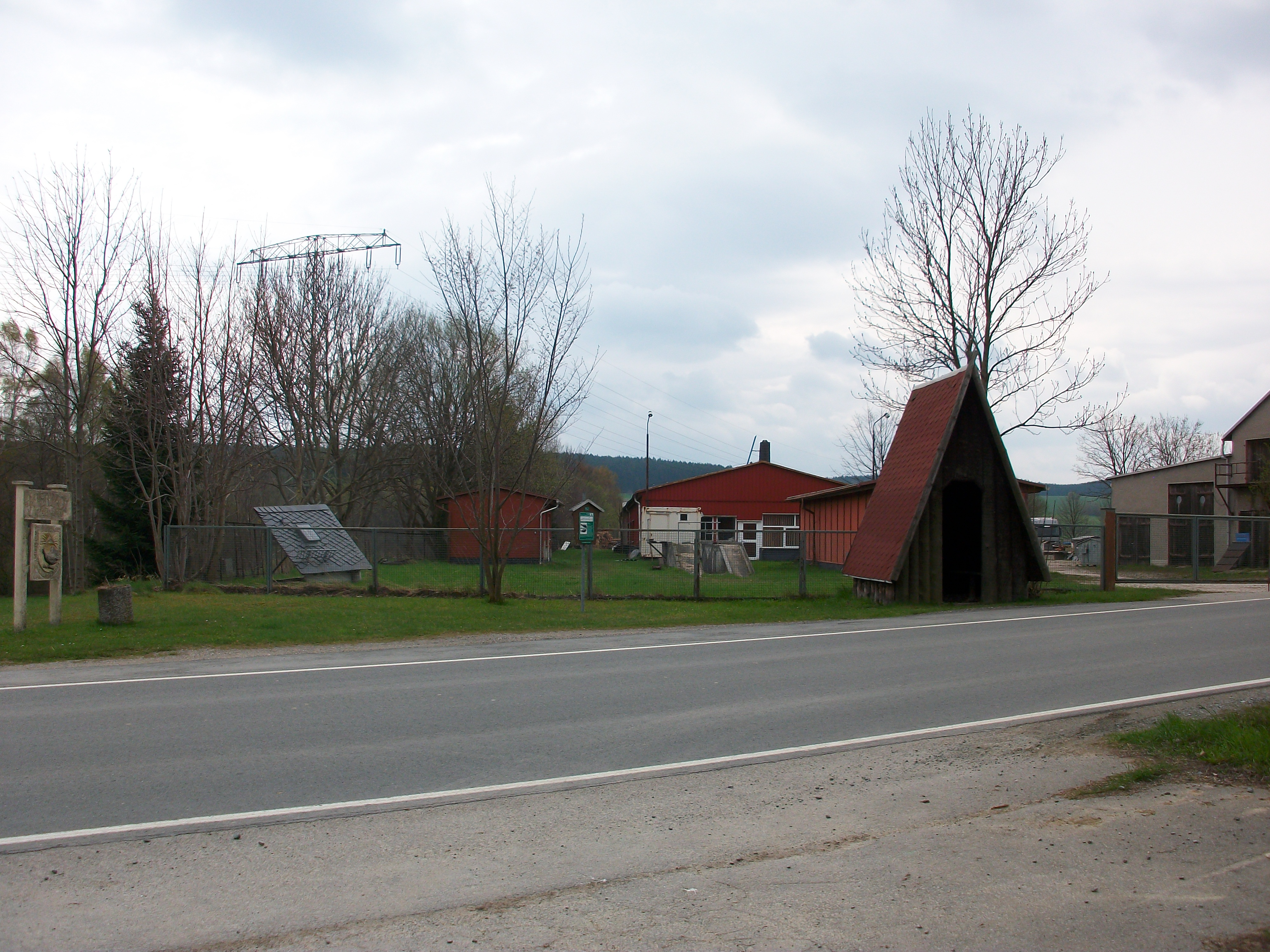
Standort des ehem. Bahnhofs Hormersdorf (2017)

Durch den Ort verläuft die Staatsstraße 233 (Schulstraße – Auerbacher Straße – Thumer Straße). Zwischen 1911 und 1976 hatte der Ort einen Bahnhof an der Schmalspurbahn Schönfeld-Wiesa–Meinersdorf. Dieser befand sich jedoch einen Kilometer außerhalb von Hormersdorf am Ortsrand von Auerbach.

## Persönlichkeiten
- Tobias Brunner, Orgelbauer